# Fritz Jessner
Fritz Jessner (* 19. August 1889 in Stolp, Hinterpommern; † 9. Juli 1946 in Boston, USA) war ein deutsch-US-amerikanischer Theaterdirektor und Regisseur.

## Leben

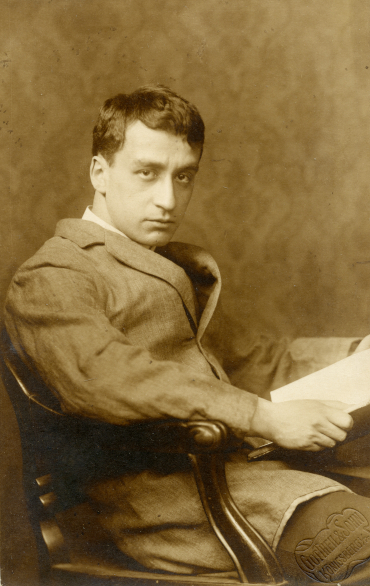
Fritz Jessner in Königsberg

Fritz Jessner war ein Sohn des Dermatologen Samuel Jeßner und der Helene Eliascheff, er hatte drei Geschwister. Jessner studierte an der Universität Leipzig Rechtswissenschaften und schloss sein Studium dort mit der Promotion ab. Er änderte dann seine Berufspläne radikal  und nahm in Berlin Schauspielunterricht. Er spielte zunächst unter der Leitung Max Reinhardts in Berlin. Während des Ersten Weltkriegs war er unter der Direktion seines Vetters und späteren Schwagers Leopold Jessner in Königsberg tätig und stand bis 1924 in München, Hamburg und Berlin auf der Bühne.
Seit 1924 war er als Nachfolger Richard Rosenheims Intendant am Neuen Schauspielhaus in Königsberg. Nachdem er 1933 entlassen worden war, arbeitete er zwischen 1934 und 1936 als Regisseur am Schauspielhaus des Jüdischen Kulturbundes in Berlin. Danach emigrierte er in die Schweiz, arbeitete als Schauspieldirektor und Oberregisseur am Stadttheater Bern und lehrte dort am Conservatoire de Musique.
1940 wanderte Jessner in die Vereinigten Staaten aus. Dort war er bis 1942 an der „Yale School of Drama“ tätig und unterrichtete anschließend Schauspielkunst am Smith College. Jessner leitete verschiedene Theaterproduktionen im „Harvard Dramatic Club“ und im „Cambridge Dramatic Club“. Er war Direktor des Theatre Workshop des Wellesley College. Kurz bevor er eine weitere Tätigkeit als Dozent am Dramatic Workshop in New York hatte aufnehmen wollen, starb er am 9. Juli 1946 in Boston. Jessner war mit der Schauspielerin Lilli Schmahl verheiratet, sie hatten zwei Kinder. In zweiter Ehe heiratete er 1928 die Ärztin Lucie Ney.

## Jessners Theaterarbeit
In einem Nachruf wurde Jessners unprätentiöses Auftreten als Theaterleiter, Regisseur und Schauspieler gewürdigt:

„Er spielte nicht im Sinne des Schauspielers. Er veränderte sich nicht, er nahm keine Masken an, er konnte nichts vormachen oder darstellen, was nicht seiner eigenen Persönlichkeit entsprach. Und der stärkste Ausdruck seiner Persönlichkeit war ihre Ehrlichkeit, ihre Liebe zur Wahrheit [...].“

## Filmografie
- 1919: König Nicolo
- 1920: Das Frauenhaus von Brescia